# South Bloomfield
South Bloomfield is een plaats (village) in de Amerikaanse staat Ohio, en valt bestuurlijk gezien onder Pickaway County.

## Demografie
Bij de volkstelling in 2000 werd het aantal inwoners vastgesteld op 1179.
In 2006 is het aantal inwoners door het United States Census Bureau geschat op 1632, een stijging van 453 (38,4%).

## Geografie
Volgens het United States Census Bureau beslaat de plaats een oppervlakte van
3,0 km², geheel bestaande uit land.

## Plaatsen in de nabije omgeving
De onderstaande figuur toont nabijgelegen plaatsen in een straal van 16 km rond South Bloomfield.